# Ứng Thiên phủ (nhà Minh)
Ứng Thiên phủ (phồn thể: 應天府; giản thể: 应天府), là một phủ được thành lập thời nhà Minh. Ban đầu nơi này là kinh sư của nhà Minh, về sau được trở thành thủ đô thứ hai. Phạm vi của Ứng Thiên phủ tương ứng với các thành phố Nam Kinh, Câu Dung và Lật Dương hiện nay.

## Lịch sử
Ứng Thiên phủ dưới thời Nguyên Tập Khánh lộ, thuộc Giang Chiết Đẳng xử Hành Trung thư tỉnh.

### Đại Minh kinh sư (1368-1420)
Nguyên Chí Chính năm thứ 16, Hàn Tống Long Phượng năm thứ 2 (1356), thủ lĩnh Hồng cân quân Chu Nguyên Chương chiếm Tập Khánh lộ, đến tháng 3 đổi tên thành Ứng Thiên phủ.
Nguyên Chí Chính năm thứ 24, Tống Long Phượng năm thứ 10 (1364), Chu Nguyên Chương được phong Ngô vương, định đô Ứng Thiên phủ. Nguyên Chí Chính năm thứ 26, Tống Long Phượng năm thứ 12 (1366), nghĩa quân xây dựng thành Kiến Khang.
Nguyên Chí Chính năm thứ 28, Minh Hồng Vũ nguyên niên (1368), Ngô vương Chu Nguyên Chương xưng đế, Ứng Thiên phủ đặt làm Nam Kinh, xây dựng kinh thành tại Kiến Khang từ tháng 9 năm Hồng Vũ thứ 2 (1369) đến tháng 6 năm Hồng Vũ thứ 8 (1375) mới hoàn thành. Minh Hồng Vũ năm thứ 11 (1378), Ứng Thiên phủ được đặt làm kinh sư.

### Thủ đô thứ hai (1421-1645)
Kiến Văn nguyên niên (1399), Yên vương Chu Lệ phát động Tĩnh nan chi dịch, đến Kiến Văn năm thứ 4 (1402), quân Yên công phá Ứng Thiên phủ, Chu Lệ đăng cơ, sử xưng Minh Thái Tông, sang năm cải nguyên Vĩnh Lạc.
Vĩnh Lạc nguyên niên (1403), Minh Thái Tông đổi tên Bắc Bình phủ thành Thuận Thiên phủ, lập làm Bắc Kinh, Ứng Thiên phủ là Nam Kinh.
Vĩnh Lạc năm thứ 19 (1421), triều đình chính thức dời đô, lịch sử gọi là Vĩnh Lạc thiên đô, Nam Kinh Ứng Thiên phủ trở thành thủ đô thứ hai, giữ lại cơ cấu Lục bộ.
Hoằng Quang nguyên niên (1645), quân Thanh công chiếm Giang Nam, sửa Ứng Thiên phủ thành Giang Ninh phủ.

## Quan chế
Đầu thời Hồng Vũ, Ứng Thiên phủ thiết lập các chức quan tri phủ, đồng tri, thông phán cùng kinh lịch, tri huyện, chiếu ma; về sau thiết lập thêm trị trung, thôi quan. Hồng Vũ năm thứ 3 (1370), thăng nha môn chính tam phẩm, ban ngân ấn, đồng thời đổi tri phủ thành phủ doãn, đồng tri thành phủ thừa. Hồng Vũ năm thứ 21 (1388), thiết lập thêm chức kiểm hiệu.

## Các đơn vị hành chính trực thuộc
Ứng Thiên phủ quản hạt 8 huyện, gồm: Thượng Nguyên, Giang Ninh, Câu Dung, Lật Dương, Lật Thủy, Cao Thuần, Giang Phổ và Lục Hợp.
| TT | Tên gọi              | Phạm vi ngày nay                               | Lịch sử | Ghi chú |
| -- | -------------------- | ---------------------------------------------- | --- | ------- |
| 1  | Thượng Nguyên (上元) | Khu vực Tây Bắc của nội thành Nam Kinh         | Thời kỳ Ngũ đại Thập quốc được tách ra từ huyện Giang Ninh trên cơ sở lấy sông Tần Hoài làm ranh giới, theo đó phía bắc lập huyện Thượng Nguyên, phía nam giữ lại huyện Giang Ninh. Năm 1356, huyện lị dời đến trấn Thuần Hóa, đến năm sau thì khôi phục lại huyện. Đông Bắc có Chung Sơn, phía nam vào năm 1398 thiết lập Hiếu lăng vệ. Phía bắc có Phúc Châu sơn, Tây Bắc giáp Kê Minh sơn, Mạc Phủ sơn. Giáp Trường Giang ở phía Bắc, Đông Nam có sông Tần Hoài chảy theo hướng Tây Bắc tiến vào Trường Giang. Đi về phía Bắc có hồ Huyền Vũ, Đông có Thanh Khê, lại có Thuần Hóa trấn Tuần kiểm ti. |         |
| 2  | Giang Ninh (江寧)    | Khu vực Đông Nam của nội thành Nam Kinh        | Phía nam có Tụ Bảo sơn, Ngư Thủ sơn. Tây nam có Tam sơn, Liệt sơn, Từ Mẫu sơn. Tây giáp Trường Giang, Đông bắc có sông Tĩnh An. Tây Nam có Đại Thắng quan, Giang Ninh trấn. Đông Nam có Mạt Lăng quan. Tây có Giang Đông Tứ Tuần kiểm ti. Bắc có Long Giang quan, thiết lập Hộ Phân ti. |         |
| 3  | Câu Dung (句容)      | Huyện cấp thị Câu Dung, thành phố Trấn Giang   | Phía nam có Mao sơn, bắc có Hoa sơn, là khởi nguồn sông Tần Hoài. Giáp Trường Giang ở phía bắc. Tây Bắc thiết lập Long Đàm Tuần kiểm ti. |         |
| 4  | Lật Dương (溧陽)     | Huyện cấp thị Lật Dương, thành phố Thường Châu | Thời Nguyên là Lật Dương châu, năm 1369 giáng thành huyện. |         |
| 5  | Lật Thủy (溧水)      | Khu Lật Thủy, thành phố Nam Kinh               | Thời Nguyên là Lật Thủy châu, năm 1369 giáng thành huyện. |         |
| 6  | Cao Thuần (高淳)     | Khu Cao Thuần, thành phố Nam Kinh              | Năm 1491 thiết lập trên cơ sở một phần huyện Lật Thủy. |         |
| 7  | Giang Phổ (江浦)     | Khu Phổ Khẩu, thành phố Nam Kinh               | Nguyên bản là Lục Hợp huyện Phổ Tử Khẩu Tuần kiểm ti. Năm 1376 đổi thành huyện trên cơ sở lấy đất từ Hòa châu, Trừ châu và Giang Ninh huyện. Năm 1392 mở Lộ khẩu. Năm 1395 thiết lập Giang Hoài vệ. |         |
| 8  | Lục Hợp (六合)       | Khu Lục Hợp, thành phố Nam Kinh                | Thời Nguyên thuộc về Chân Châu.Năm 1370 trực thuộc Dương Châu phủ. Năm 1389 chuyển về Ứng Thiên. Đông có Qua Bộ sơn, giáp Trường Giang, sông Trừ Hà từ phía Tây chảy qua nhập vào. Thiết lập Qua Phụ Tuần kiểm ti. |         |

## Hộ khẩu
Minh sử ghi chép hộ khẩu Ứng Thiên phủ thời Minh như sau: Năm 1393 ghi nhận 163.915 hộ, dân số 1.193.620 người; năm 1491 ghi nhận 144.368 hộ, dân số 711.300 người; năm 1578 ghi nhận 143.597 hộ, dân số 790.513 người.